# یواس‌اس فیلیپس (اس‌پی-۱۳۸۹)
یواس‌اس فیلیپس (اس‌پی-۱۳۸۹) (به انگلیسی: USS Phillips (SP-1389)) یک کشتی بود که طول آن ۶۴ فوت (۲۰ متر) بود. این کشتی در سال ۱۹۰۱ ساخته شد.